# Ludwig Bollmann
Theophilus Heinrich Ludwig Bollmann (* 16. November 1773 in Braunschweig; † 2. Juli 1820 ebenda) war ein deutscher lutherischer Theologe. Er war General- und Stadtsuperintendent in Braunschweig.

## Leben
Ludwig Bollmann wurde 1773 in Braunschweig als Sohn eines Pfarrers geboren. Er wurde 1803 dessen Nachfolger an St. Michaelis in Braunschweig. Im Jahr 1810 wurde er daneben Superintendent der Inspektion Eich, bevor er 1818 General- und Stadtsuperintendent wurde. Erstmals blieb dieses Amt mit dem jeweiligen Pfarramt verbunden.
Bollmann starb im Juli 1820 im Alter von 46 Jahren in Braunschweig.